# ماريو بيرك
ماريو بيرك (بالإنجليزية: Mario Burke) هو عداء سريع باربادوسي، ولد في 18 مارس 1997 في بريدج تاون في باربادوس.

## وصلات خارجية
- ماريو بيرك على موقع الاتحاد الدولي لألعاب القوى (الإنجليزية)
- ماريو بيرك على موقع TFRRS.org (الإنجليزية)
- ماريو بيرك على موقع أوليمبيديا (الإنجليزية)